# Roy Haynes (bildesigner)
Roy Donald Haynes, född 12 mars 1924, död 22 mars 2020 var en brittisk ingenjör och bildesigner.
Haynes arbetade för brittiska Ford innan han värvades till British Motor Holdings 1967. Efter 16 månader sade han upp sig. Senare arbetade han för bland andra Vauxhall Motors.